# Tanzania na Letnich Igrzyskach Olimpijskich 1992
Tanzanię na Letnich Igrzyskach Olimpijskich 1992 reprezentowało 9 zawodników (sami mężczyźni). Był to 7 start reprezentacji Tanzanii na letnich igrzyskach olimpijskich.

## Skład kadry

### Boks
Mężczyźni
- Benjamin Mwangata waga musza do 52 kg - 5. miejsce,
- Rashi Ali Hadj Matumla waga lekka do 60 kg - 5. miejsce,
- Joseph Marwa waga lekkośrednia do 71 kg - 9. miejsce,
- Makoye Isangula waga średnia do 75 kg - 9. miejsce,
- Paulo Mwaselle waga półciężka do 81 kg - 17. miejsce,

### Lekkoatletyka
Mężczyźni
- Andrew Sambu - bieg na 5000 m - 10. miejsce,
- Juma Ikangaa - maraton - 34. miejsce,
- John Burra - maraton - nie ukończył biegu,
- Simon Robert Naali - maraton - nie ukończył biegu,